# ジョン・ズーバー
ジョン・エドワード・ズーバー（Jon Edward Zuber , 1969年12月10日 - ）は、アメリカ合衆国カリフォルニア州ロサンゼルス出身の元プロ野球選手（内野手）。左投左打。

## 経歴
1992年のMLBドラフト12巡目でフィラデルフィア・フィリーズに指名され契約。
1996年と1998年にメジャー出場を果たしたが、ほとんどAAA級でプレーした。
1999年7月から8月に開催されたウィニペグパンアメリカン競技大会の野球アメリカ合衆国代表に選出された。
メジャーでの実績はフィリーズでの68試合しかなかったが、内外野を守れる巧打者として2001年に
横浜ベイスターズに入団。規定打席数には及ばないもののシュアな打撃で.310と高打率を残したが、本塁打数は2本とあまりにも長打が少なかったので、1年でチームを去ることになった。ちなみに2本目の本塁打は戦力外通告を受けた9月29日の試合で特大弾を放っていて、2本とも巨人戦で放ったものであった。また、守備が不安定で（メジャーでは一応左翼手として出場したこともあるが）一塁しか守れなかった点も、1年で解雇される要因となった。
横浜退団後は、ミルウォーキー・ブルワーズ傘下（当時）のAAA級インディアナポリス・インディアンスで1年間プレーし、現役引退。引退後は故郷・カリフォルニアで、高校や大学のコーチをしている。

## 選手としての特徴
バッターボックスではヘルメットを何度も直したりと落ち着きなく忙しく動いていた。

## 詳細情報

### 年度別打撃成績
| 年 度    | 球 団    | 試 合 | 打 席 | 打 数 | 得 点 | 安 打 | 二 塁 打 | 三 塁 打 | 本 塁 打 | 塁 打 | 打 点 | 盗 塁 | 盗 塁 死 | 犠 打 | 犠 飛 | 四 球 | 敬 遠 | 死 球 | 三 振 | 併 殺 打 | 打 率 | 出 塁 率 | 長 打 率 | O P S |
| -------- | -------- | ----- | ----- | ----- | ----- | ----- | -------- | -------- | -------- | ----- | ----- | ----- | -------- | ----- | ----- | ----- | ----- | ----- | ----- | -------- | ----- | -------- | -------- | ----- |
| 1996     | PHI      | 30    | 99    | 91    | 7     | 23    | 4        | 0        | 1        | 30    | 10    | 1     | 0        | 1     | 1     | 6     | 1     | 0     | 11    | 3        | .253  | .296     | .330     | .626  |
| 1998     | PHI      | 38    | 52    | 45    | 6     | 11    | 3        | 1        | 2        | 22    | 6     | 0     | 0        | 0     | 0     | 6     | 0     | 1     | 9     | 1        | .244  | .346     | .489     | .835  |
| 2001     | 横浜     | 92    | 266   | 232   | 19    | 72    | 14       | 2        | 2        | 96    | 27    | 1     | 0        | 0     | 3     | 30    | 0     | 1     | 29    | 10       | .310  | .387     | .414     | .801  |
| MLB：2年 | MLB：2年 | 68    | 151   | 136   | 13    | 34    | 7        | 1        | 3        | 52    | 16    | 1     | 0        | 1     | 1     | 12    | 1     | 1     | 20    | 4        | .250  | .313     | .382     | .696  |
| NPB：1年 | NPB：1年 | 92    | 266   | 232   | 19    | 72    | 14       | 2        | 2        | 96    | 27    | 1     | 0        | 0     | 3     | 30    | 0     | 1     | 29    | 10       | .310  | .387     | .414     | .801  |

### 記録
NPB
- 初出場：2001年3月30日、対ヤクルトスワローズ1回戦（横浜スタジアム）、9回裏にデーブ・ドスターの代打として出場
- 初先発出場：2001年4月1日、対ヤクルトスワローズ2回戦（横浜スタジアム）、6番・一塁手として先発出場
- 初打点：2001年4月3日、対中日ドラゴンズ1回戦（横浜スタジアム）、3回裏に前田幸長から左犠飛
- 初安打：同上、5回裏に前田幸長から右越適時二塁打
- 初本塁打：2001年6月24日、対読売ジャイアンツ15回戦（東京ドーム）、4回表に河原純一から右越ソロ

### 背番号
- 21 （1996年）
- 43 （1996年）
- 40 （1998年）
- 49 （2001年）

### 代表歴
- 1999年パンアメリカン競技大会野球アメリカ合衆国代表